# 유자차
유자차(柚子茶)는 유자청을 따뜻한 물 또는 시원한 물에 희석하여 마시는 한국의 전통 차이다.

## 역사
조선 시대에는 지금의 전라남도, 경상남도, 제주도 일대에서 유자를 재배하였으며, 유자차와 유자화채 등 음료를 만들어 먹었다. 1700년대의 《산림경제》에는 채썬 유자와 배를 꿀물에 넣어 잣을 띄우고, 잘 저민 유자의 껍질도 넣어 마시는 유자차 조리법이 기록되었다. 1830년의 《농정회요》에는 유자와 배를 채썰어 꿀물에 넣고 잣을 띄워 마시는 유자차 조리법이 기록되었다. 18세기경의 문헌인 《박해통고》에 적힌 조리법도 이와 비슷하다. 1835년경의 《임원십육지》에는 《증보산림경제》를 인용하여, 유자의 껍질과 배의 과육을 채썰어 꿀물에 넣었다가 석류알을 띄워 마시는 유자차 조리법이 기록되었다. 한편, 조선 시대의 문헌에서는 장(漿), 탕(湯), 청(淸), 차(茶)를 엄밀히 구분하지 않고 불렀는데, 옛 문헌에 기록된 유자장(柚子漿)은 유자를 꿀에 재워 두었다가 그 액체를 물에 타 마시는 음료였다.

## 영양
유자차는 1잔(100그램)에 69.4킬로칼로리의 열량을 갖고 있으며, 탄수화물로 이루어져 있다. 유자차에는 피닌, 미르신, 터르피닌이 많이 들어 있으며 이는 항산화 작용과 몸의 노화를 억제하는 효과를 지닌다. 유자 껍질에는 카로티노이드가 함유되어 있기 때문에 유자청을 만드는 과정에서 과육과 껍질을 함께 사용하는 것이 좋다. 유자차는 레몬보다 비타민 C의 함량이 3배 많기 때문에 기침, 몸살 감기 및 소화불량에 효과가 있다.

## 마시는 법
유자청을 뜨거운 여름에는 시원한 물에, 차가운 겨울에는 따뜻한 물에 타서 먹는데 혼합비율은 유자청 두 작은 술에 물 한 잔이다. 일반적으로 음료를 먹는 방법에 따라서 먹으면 된다.

## 효과
동의보감에 유자는 ‘위 속의 나쁜 기를 없애고 술독을 풀어주며 술을 많이 마시는 사람의 입냄새를 없애준다’고 적혀 있다. 또한 신맛이 많은 유자는 관절염 · 신경통 등에 좋으며 주독을 풀거나 소화에 좋다.

## 같이 보기
- 유자
- 유자청
- 유자나무